# Vidràdne (Djankoi)
|  | Per a altres significats, vegeu «Vidràdne». |

Vidràdne (en (ucraïnès) Відрадне, en rus: Отрадное) és un poble de la República Autònoma de Crimea a Ucraïna, que el 2014 tenia 86 habitants. Pertany al districte rural de Djankoi. Fins al 1948 la vila es deia Venera.